# Clásica de Anapoima
La Clásica Nacional Alcadía de Anapoima est une course cycliste colombienne disputée, communément au mois de mars, autour d'Anapoima, municipalité située dans la province du Tequendama (es), dans le département de Cundinamarca. Cette compétition a été créée par M. Alfredo Morales, qui en était toujours le directeur de course, lors de la dix-neuvième édition qui s'est déroulée au printemps 2017.
En 2010, une compétition féminine est également disputée. Après l'édition 2011, il faut attendre 2016 pour connaitre la troisième levée de l'épreuve dames. Cette année-là, la municipalité, l'Instituto Municipal de Recreación y Deportes de Anapoima et le club cycliste de la ville sont les organisateurs de l'évènement, terme d'un mois consacré au vélo, sous toutes ses formes, par la ville d'Anapoima avec une cyclosportive et des compétitions de VTT, les week-ends précédents la course par étapes.

## Palmarès masculin
| Année     | Vainqueur                | Deuxième           | Troisième               |
| --------- | ------------------------ | ------------------ | ----------------------- |
| 1998      | John Antonio Ramírez     |                    |                         |
| 1999      | Javier Guerrero          | Johny Ruiz (en)    | Víctor Herrera (en)     |
| 2000      | Luis Espinosa (en)       |                    |                         |
| 2001      | Juan Carlos Fonseca (nl) |                    |                         |
| 2002      | Ismael Sarmiento         | Víctor Becerra     | José Luis Vanegas (nl)  |
| 2003      | Ismael Sarmiento         | Giovanni Báez      | Israel Ochoa            |
| 2004      | Non disputé              | Non disputé        | Non disputé             |
| 2005      | Deiby Ibáñez             | Julián Atehortúa   | Johao Rodríguez         |
| 2006      | Fabio Duarte             | Walter Pedraza     | Víctor Niño             |
| 2007      | Giovanni Báez            | Javier Zapata      | Freddy Piamonte         |
| 2008      | Cayetano Sarmiento       | Uberlino Mesa (en) | Fabio Duarte            |
| 2009      | Julián Atehortúa         | John Martínez      | Freddy Piamonte         |
| 2010      | Óscar Sevilla            | Fabio Duarte       | Giovanni Báez           |
| 2011      | Juan Pablo Suárez        | Walter Pedraza     | Javier González         |
| 2012      | Giovanni Báez            | Óscar Sevilla      | Félix Cárdenas          |
| 2013      | Óscar Sevilla            | Arley Montoya      | Edward Beltrán          |
| 2014      | Óscar Sevilla            | Cristian Serrano   | Camilo Castiblanco      |
| 2015      | Óscar Sevilla            | Edwin Sánchez      | Jhon Anderson Rodríguez |
| 2016      | Óscar Sevilla            | Edward Beltrán     | Edward Díaz             |
| 2017      | Óscar Sevilla            | Fabio Duarte       | Danny Osorio            |
| 2018      | Freddy Montaña           | Cristhian Montoya  | Daniel Muñoz            |
| 2019      | Yeison Reyes             | Alexander Gil      | Brandon Rivera          |
| 2020-2021 | Non disputés             | Non disputés       | Non disputés            |
| 2022      | Juan Sebastián Forero    | Didier Chaparro    | Daniel Hoyos            |
| 2023      | Edgar Pinzón             | Cristian Muñoz     | Didier Chaparro         |
| 2024      | Rodrigo Contreras        | Robinson López     | Sergio Henao            |
| 2025      | Rodrigo Contreras        | Wilson Peña        | Santiago Garzón         |

## Palmarès féminin
| Année     | Vainqueur         | Deuxième           | Troisième         |
| --------- | ----------------- | ------------------ | ----------------- |
| 2010      | Adriana Tovar     |                    |                   |
| 2011      | Cristina Sanabria | Nury Torres        | Lorena Colmenares |
| 2012-2015 | Non disputé       | Non disputé        | Non disputé       |
| 2016      | Cristina Sanabria | Serika Gulumá      | Liliana Moreno    |
| 2017      | Cristina Sanabria | Jessica Parra      | Liliana Moreno    |
| 2018      | Liliana Moreno    | Sofía Castillo     | Lorena Vargas     |
| 2019      | Lilibeth Chacón   | Liliana Moreno     | Jeniffer Medellín |
| 2020-2021 | Non disputés      | Non disputés       | Non disputés      |
| 2022      | Milena Fagua      | Laura Rojas        | Zulay Camacho     |
| 2023      | Karina Flóres     | Gabriela Soto (en) | Leidy Torres      |
| 2024      | Miryam Núñez      | Gabriela Soto      | Sara Moreno       |
| 2025      | Natalia Franco    | Sharon Sandoval    | Luisa Morales     |